# Миленко
Миленко (словен. Milenko) је словенско мушко име изведено од имена Милан и њему сличних имена. У Хрватској је име настало од имена Милен од миља.

## Популарност
У Словенији је ово име 2007. било на 205. месту по популарности. У Хрватској је током 20. века било популарно, нарочито педесетих и шестдесетих година, али му је последњих година популарност опадала. Чешће је међу хрватским становништвом и то посебно житељима Загреба, Осијека и Сплита.